# おれが一番!
『おれが一番!』（おれがいちばん）は、1968年1月18日から同年3月28日までTBS系列局で放送されていたTBS製作のバラエティ番組である。正式名称は『大バラエティ おれが一番!』（だいバラエティ おれがいちばん）。全11回。放送時間は毎週木曜 21:00 - 21:30 （日本標準時）。
『植木等ショー』の中断期間中に放送。固定の出演者は無しで、毎回2人もしくは2組のゲストが出演していた。

## 出演者
- 藤田まこと
- ザ・ドリフターズ
- ザ・ピーナッツ
- ザ・タイガース
- 柳家金語楼
- ハナ肇
- 梓みちよ
- 谷啓
- 金井克子
- 坂本九
- 伊東ゆかり

- 園まり
- 九重佑三子
- 中尾ミエ
- ザ・スパイダース
- 小川知子
- ジャッキー吉川とブルーコメッツ
- 白木みのる
- 牧伸二
- 布施明
- ジュディ・オング
- ほか

| TBS系列 木曜21:00枠                                    | TBS系列 木曜21:00枠                                        | TBS系列 木曜21:00枠                               |
| 前番組                                                 | 番組名                                                     | 次番組                                            |
| ------------------------------------------------------ | ---------------------------------------------------------- | ------------------------------------------------- |
| 植木等ショー（第1期） （1967年7月6日 - 1968年1月11日） | 大バラエティ おれが一番! （1968年1月18日 - 1968年3月28日） | 俺たちゃライバル （1968年4月4日 - 1968年6月27日） |